# Velike Dole, Trebnje
Velike Dole so naselje v Občini Trebnje.
Velike Dole so gručasta vasica na robu večje uvalaste doline ob cesti Žužemberk – Radohova vas. Na rebri nad spustom ceste skozi gozd je zaselek Namrovec, na celotnem območju pa je v zimskem času pogosta megla. V uvalasti dolini pod cesto so obdelovalne površine, na zahodni in južni strani pa mešan gozd. Ob deževju dno uvale zalije voda, ki priteka iz štirih rup in teče proti jugu v dva velika zamrežena požiralnika.